# Shalmali Kholgade
Shalmali Kholgade (nacida el 31 de enero de 1988, Mumbai) es un cantante de playback y compositora india. Conocida como una cantante de playback de películas cantados en hindi.
Su carrera como cantante de playback de Bollywood, comenzó tras interpretar su primer tema musical titulado "Pareshaan", para una película titulada "Ishaqzaade", por la que ganó varios premios incluyendo el "Premio Filmfare", como la Mejor Cantante de playback femenino.

## Canciones de películas
| Año  | Título de la película   | Título de la canción  | Notas                                          |
| ---- | ----------------------- | --------------------- | ---------------------------------------------- |
| 2012 | Ishaqzaade              | "Pareshaan"           | Filmfare Award for Best Female Playback Singer |
| 2012 | Cocktail                | "Daaru Desi"          |                                                |
| 2012 | Aiyyaa                  | "Aga Bai"             |                                                |
| 2013 | Race 2                  | "Lat Lag Gayi"        |                                                |
| 2013 | Akaash Vani             | "Rumani"              |                                                |
| 2013 | Mere Dad Ki Maruti      | "Main Senti Hoon"     |                                                |
| 2013 | Naan Rajavaga Pogiren   | "Raja Raja"           | Canción en tamil                               |
| 2013 | Yeh Jawaani Hai Deewani | "Balam Pichkari"      |                                                |
| 2013 | Pune 52                 | "Jag Saare Badle"     | Canción en marathi                             |
| 2013 | Proloy                  | "Kala Koi Geli"       | Canción en Bengalí                             |
| 2013 | Shuddh Desi Romance     | "Shuddh Desi Romance" |                                                |
| 2013 | Phata Poster Nikla Hero | "Hey Mr DJ"           |                                                |
| 2013 | Toofan                  | "Preminchaa.."        | Canción en télugu                              |
| 2013 | Raja Rani               | "Oday Oday.."         | Canción en tamil                               |
| 2013 | Sixteen                 | "Solah Baras Ki"      |                                                |
| 2013 | Gori Tere Pyaar Mein    | "Chingam Chabake"     |                                                |